# Robert Sennecke

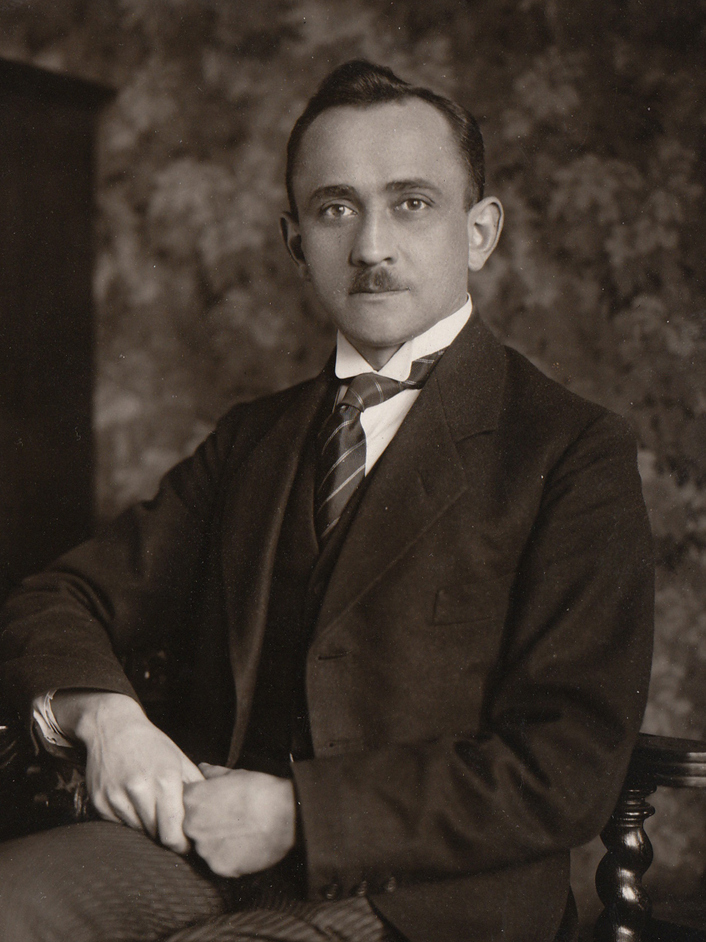
Robert Sennecke

Robert Wilhelm Sennecke (* 12. Februar 1885 in Pyritz; † 8. Juni 1940 in Lübben) war ein deutscher Pressefotograf und Marathonläufer.

## Olympischer Marathonläufer
Über Senneckes sportlichen Werdegang ist wenig überliefert. Belegt ist aber, dass er als Mitglied des SC Komet Berlin bei den Olympischen Zwischenspielen 1906 für das Deutsche Reich beim Marathonlauf antrat. Jedoch musste er den Lauf vor Erreichen des Ziels abbrechen.

## Pressefotograf
Bereits vor dem Ersten Weltkrieg war Sennecke als journalistischer Fotograf tätig und diente nach 1914 als Kriegsberichterstatter. Aktiv war er unter anderem bei den deutschen Militärberatern im Osmanischen Reich, wo er nominell der türkischen Armee angehörte und auch deren Uniform trug.

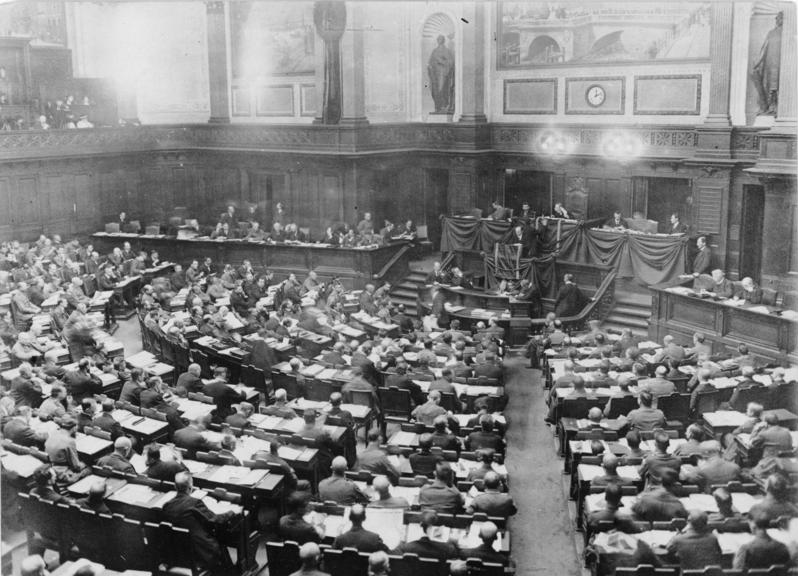
Richard Müller eröffnet den Reichskongress der Arbeiter- und Soldatenräte im preußischen Abgeordnetenhaus in Berlin, 16. Dezember 1918. Aufnahme von Robert Sennecke

Nach Kriegsende wurde Sennecke einer der seinerzeit bekanntesten Pressefotografen. Mit den Aufnahmen seiner eigenen Bildagentur Internationaler Illustrations-Verlag, die zu einem der renommiertesten Unternehmen der Branche wurde, belieferte er sowohl die deutsche Presse als auch ausländische Nachrichtenagenturen mit aktuellem Fotomaterial von Ereignissen und Personen des Zeitgeschehens. Sennecke beschäftigte mehrere namhafte Pressefotografen; seine eigene Spezialität war die Sportfotografie, der er besondere Aufmerksamkeit widmete.
1928 verschlechterte sich Senneckes Gesundheitszustand rapide. Er war gezwungen, die Leitung seiner Firma an den früheren leitenden BUFA-Angestellten Johann Warning abzugeben. 1931 fiel er in geistige Umnachtung und wurde zum Pflegefall. Der Versuch seiner Tochter Edith, die Agentur weiterzuführen, blieb ohne Erfolg, so dass am 14. August 1936, während Sennecke in der Heilanstalt Görden in Brandenburg lebte, das Konkursverfahren eröffnet werden musste. Sein umfangreiches Fotoarchiv ging in private Hände über, wobei der Verbleib nicht restlos geklärt ist; eine Anzahl der Originalnegative befindet sich heute im Besitz des Carl und Liselott Diem-Archivs an der Sporthochschule Köln.